# Latitudine nordică… longitudine estică
Latitudine nordică… longitudine estică este un film românesc din 1979 regizat de Anamaria Beligan.